# Blaesoxipha setosa
Blaesoxipha setosa är en tvåvingeart som först beskrevs av Salem 1938.  Blaesoxipha setosa ingår i släktet Blaesoxipha och familjen köttflugor.
Artens utbredningsområde är Egypten. Inga underarter finns listade i Catalogue of Life.